# Campionati mondiali di ginnastica artistica 2009
I Campionati mondiali di ginnastica artistica 2009 sono la 41ª edizione della competizione. Si sono svolti nella North Greenwich Arena di Londra, Inghilterra, dal 12 al 18 ottobre 2009. In questa edizione, come per i mondiali del 2005, non si compete nel concorso a squadre, ma solo nel concorso individuale e nelle finali di specialità.

## Programma
| Data       | Evento |
| ---------- | --- |
| 13.10.2009 | Qualificazioni maschili (suddivisione 1/2/3)                                                                         |
| 14.10.2009 | Qualificazioni femminili (suddivisione 1/2/3/4/5)                                                                    |
| 15.10.2009 | Concorso individuale maschile                                                                                        |
| 16.10.2009 | Concorso individuale femminile                                                                                       |
| 17.10.2009 | Finali di specialità (maschi: corpo libero, cavallo con maniglie, anelli - donne: volteggio, parallele asimmetriche) |
| 18.10.2009 | Finali di specialità (maschi: sbarra, parallele simmetriche, volteggio - donne: trave, corpo libero)                 |

## Partecipanti

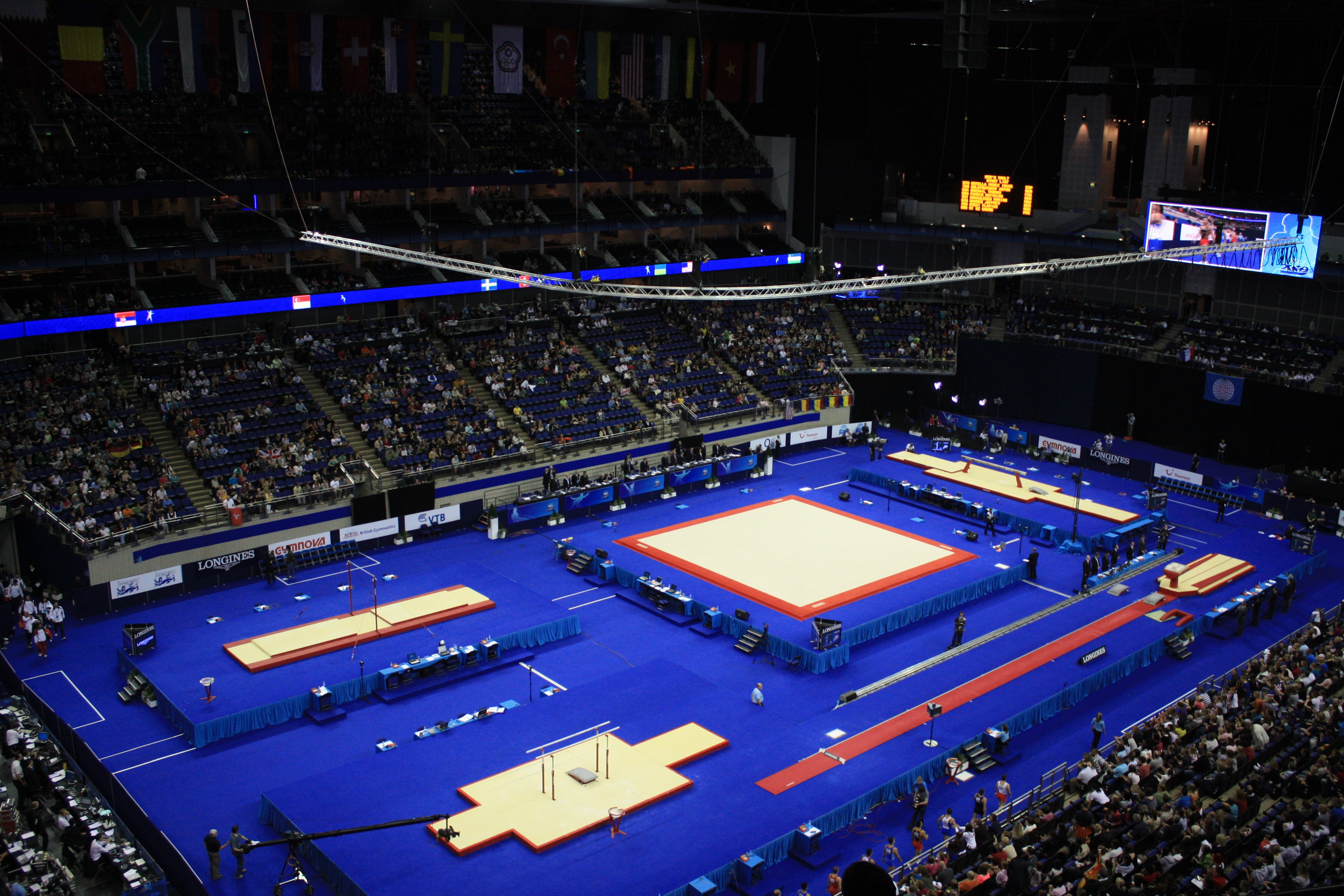
The O2 Arena durante i campionati

| - Egitto - Albania - Algeria - Argentina - Armenia - Azerbaigian - Australia - Belgio - Bermuda - Brasile - Bulgaria - Cile - Cina - Danimarca - Germania - El Salvador - Finlandia - Francia - Georgia - Grecia - Hong Kong - India - Irlanda | - Islanda - Israele - Italia - Giappone - Giordania - Canada - Kazakistan - Qatar - Colombia - Croazia - Kuwait - Lettonia - Libano - Lituania - Lussemburgo - Messico - Nuova Zelanda - Paesi Bassi - Corea del Nord - Norvegia - Austria - Polonia - Portogallo | - Porto Rico - Romania - Russia - Svezia - Svizzera - Serbia - Slovacchia - Slovenia - Spagna - Sudafrica - Corea del Sud - Taipei cinese - Rep. Ceca - Turchia - Ucraina - Ungheria - Uzbekistan - Venezuela - Stati Uniti - Regno Unito - Vietnam - Bielorussia - Cipro |

## Podi

### Uomini
| Evento                           | Oro               | Perform. | Argento         | Perform. | Bronzo                | Perform. |
| Ginnastica artistica             |                   |          |                 |          |                       |          |
| Concorso individuale (dettagli)  | Kōhei Uchimura    | 91,500   | Daniel Keatings | 88,925   | Jurij Rjazanov        | 88,400   |
| Corpo libero (dettagli)          | Marian Drăgulescu | 15,700   | Kai Zou         | 15,675   | Alexander Shatilov    | 15,575   |
| Cavallo con maniglie (dettagli)  | Zhang Hongtao     | 16,200   | Krisztián Berki | 16,075   | Prashanth Sellathurai | 15,400   |
| Anelli (dettagli)                | Mingyong Yan      | 15,675   | Jordan Jovčev   | 15,575   | Oleksandr Vorobjov    | 15,550   |
| Volteggio (dettagli)             | Marian Drăgulescu | 16,575   | Flavius Koczi   | 16,337   | Anton Golocuckov      | 16,287   |
| Parallele simmetriche (dettagli) | Guanyin Wang      | 15,975   | Zhe Feng        | 15,775   | Kazuhito Tanaka       | 15,500   |
| Sbarra (dettagli)                | Zou Kai           | 16,150   | Epke Zonderland | 15,825   | Igor Cassina          | 15,625   |

### Donne
| Evento                            | Oro               | Perform. | Argento         | Perform. | Bronzo                    | Perform. |
| Ginnastica artistica              |                   |          |                 |          |                           |          |
| Concorso individuale (dettagli)   | Bridget Sloan     | 57.825   | Rebecca Bross   | 57.775   | Koko Tsurumi              | 57.175   |
| Corpo libero (dettagli)           | Elizabeth Tweddle | 14.650   | Lauren Mitchell | 14.550   | Sui Lu                    | 14.300   |
| Volteggio (dettagli)              | Kayla Williams    | 15.087   | Ariella Kaeslin | 14.525   | Youna Dufournet           | 14.450   |
| Parallele asimmetriche (dettagli) | He Kexin          | 16.000   | Koko Tsurumi    | 14.875   | Ana Porgras Rebecca Bross | 14.675   |
| Trave d'equilibrio (dettagli)     | Deng Linlin       | 15.000   | Lauren Mitchell | 14.875   | Ivana Hong                | 14.550   |

## Medagliere
| Posiz. | Nazione     | Oro | Argento | Bronzo | Totale |
| ------ | ----------- | --- | ------- | ------ | ------ |
| 1      | Cina        | 6   | 2       | 1      | 9      |
| 2      | Stati Uniti | 2   | 1       | 2      | 5      |
| 3      | Romania     | 2   | 1       | 1      | 4      |
| 4      | Giappone    | 1   | 1       | 2      | 4      |
| 5      | Regno Unito | 1   | 1       | 0      | 2      |
| 6      | Australia   | 0   | 2       | 0      | 2      |
| 7      | Bulgaria    | 0   | 1       | 0      | 1      |
| 7      | Ungheria    | 0   | 1       | 0      | 1      |
| 7      | Paesi Bassi | 0   | 1       | 0      | 1      |
| 7      | Svizzera    | 0   | 1       | 0      | 1      |
| 11     | Russia      | 0   | 0       | 2      | 2      |
| 12     | Francia     | 0   | 0       | 1      | 1      |
| 12     | Israele     | 0   | 0       | 1      | 1      |
| 12     | Italia      | 0   | 0       | 1      | 1      |
| 12     | Ucraina     | 0   | 0       | 1      | 1      |
| TOTALE | TOTALE      | 12  | 12      | 13     | 37     |